# Atletismo nos Jogos Olímpicos de Verão de 2020 - 10000 m feminino
O evento dos 10000 metros feminino nos Jogos Olímpicos de Verão de 2020 aconteceu no dia 7 de agosto de 2021 no Estádio Olímpico. Vinte e nove atletas participaram da competição, que teve a neerlandesa nascida na Etiópia, Sifan Hassan, conquistando a medalha de ouro.

## Qualificação
Um Comitê Olímpico Nacional (CON) poderia inscrever até 3 atletas no evento feminino de 10000 metros desde que todos as atletas atendessem ao padrão de inscrição ou se classificassem pelo ranking durante o período de qualificação (o limite de 3 está em vigor desde o Congresso Olímpico de 1930). O tempo padrão a qualificação é 31:25.00. Este padrão foi "estabelecido com o único propósito de qualificar atletas com desempenhos excepcionais incapazes de se qualificar através do caminho do Ranking Mundial da IAAF". O ranking mundial, baseado na média dos cinco melhores resultados do atleta durante o período de qualificação e ponderado pela importância do evento, foi usado para qualificar as atletas até que o limite de 27 fosse alcançado.
O período de qualificação foi originalmente de 1 de maio de 2019 a 29 de junho de 2020. Devido à pandemia de COVID-19, este período foi suspenso de 6 de abril de 2020 a 30 de novembro de 2020, com a data de término estendida para 29 de junho de 2021. O início do período do ranking mundial a data também foi alterada de 1 de maio de 2019 para 30 de junho de 2020; as atletas que atingiram o padrão de qualificação naquela época ainda estavam qualificados, mas aqueles que usavam as classificações mundiais não seriam capazes de contar os desempenhos durante esse tempo. Os padrões de tempo de qualificação podem ser obtidos em várias competições durante o período determinado que tenham a aprovação da IAAF. Tanto competições ao ar livre quanto em recinto fechado eram elegíveis para a qualificação. Os campeonatos continentais mais recentes podem ser contados no ranking, mesmo que não durante o período de qualificação.
Os CONs também poderiam usar sua vaga de universalidade — cada CON pode inscrever uma atleta independentemente do tempo, se não houver nenhuma atleta que atenda ao padrão de entrada a um evento de atletismo — nos 10000 metros.

## Formato
Não houve preliminares. A competição ocorreu em uma única prova.

## Calendário
Horário local (UTC +9)
| 7 de agosto |
| 19:45       |
| ----------- |
| Final       |

## Medalhistas
| Ouro   | NED Sifan Hassan       |
| Prata  | BRN Kalkidan Gezahegne |
| Bronze | ETH Letesenbet Gidey   |

## Recordes
Antes desta competição, os recordes mundiais e olímpicos existentes eram os seguintes: 
| Tipo             | Atleta           | Tempo    | Local          | Data                 |
| ---------------- | ---------------- | -------- | -------------- | -------------------- |
| Recorde mundial  | Letesenbet Gidey | 29:01.03 | Hengelo        | 8 de junho de 2021   |
| Recorde olímpico | Almaz Ayana      | 29:17.45 | Rio de Janeiro | 12 de agosto de 2016 |

### Por região
| Área                               | Tempo    | Atleta             | Nação          |
| ---------------------------------- | -------- | ------------------ | -------------- |
| África                             | 29:01.03 | Letesenbet Gidey   | Etiópia        |
| Ásia                               | 29:31.78 | Wang Junxia        | China          |
| Europa                             | 29:06.82 | Sifan Hassan       | Países Baixos  |
| América do Norte, Central e Caribe | 30:13.17 | Molly Huddle       | Estados Unidos |
| Oceania                            | 30:35.54 | Kim Smith          | Nova Zelândia  |
| América do Sul                     | 31:47.76 | Carmem de Oliveira | Brasil         |

Os seguintes recordes nacionais foram estabelecidos durante a competição:
| CON     | Atleta             | Rodada | Tempo    | Notas |
| ------- | ------------------ | ------ | -------- | ----- |
| Burundi | Francine Niyonsaba | Final  | 30:41.93 |       |

## Resultados
A final foi disputada em 7 de agosto, às 19:45 locais.
| Pos.              | Atleta                    | CON                | Tempo           | Notas                |
| ----------------- | ------------------------- | ------------------ | --------------- | -------------------- |
| Medalha de ouro   | Sifan Hassan              | NED Países Baixos  | 29:55.32        |                      |
| Medalha de prata  | Kalkidan Gezahegne        | BRN Bahrein        | 29:56.18        |                      |
| Medalha de bronze | Letesenbet Gidey          | ETH Etiópia        | 30:01.72        |                      |
| 4                 | Hellen Obiri              | KEN Quênia         | 30:24.27        | Recorde pessoal      |
| 5                 | Francine Niyonsaba        | BDI Burundi        | 30:41.93        | Recorde nacional     |
| 6                 | Irene Chepet Cheptai      | KEN Quênia         | 30:44.00        | Recorde pessoal      |
| 7                 | Ririka Hironaka           | JPN Japão          | 31:00.71        | Recorde pessoal      |
| 8                 | Konstanze Klosterhalfen   | GER Alemanha       | 31:01.97        |                      |
| 9                 | Eilish McColgan           | GBR Grã-Bretanha   | 31:04.46        |                      |
| 10                | Emily Sisson              | USA Estados Unidos | 31:04.46        |                      |
| 11                | Yasemin Can               | TUR Turquia        | 31:10.05        | Recorde da temporada |
| 12                | Karissa Schweizer         | USA Estados Unidos | 31:19.96        |                      |
| 13                | Alicia Monson             | USA Estados Unidos | 31:21.36        |                      |
| 14                | Andrea Seccafien          | CAN Canadá         | 31:36.36        |                      |
| 15                | Dolshi Tesfu              | ERI Eritreia       | 31:37.98        |                      |
| 16                | Sheila Chelangat          | KEN Quênia         | 31:48.23        |                      |
| 17                | Jessica Judd              | GBR Grã-Bretanha   | 31:56.80        |                      |
| 18                | Meraf Bahta               | SWE Suécia         | 32:10.49 (.483) |                      |
| 19                | Camille Buscomb           | NZL Nova Zelândia  | 32:10.49 (.489) | Recorde da temporada |
| 20                | Dominique Scott           | RSA África do Sul  | 32:14.05        |                      |
| 21                | Hitomi Niiya              | JPN Japão          | 32:23.87        | Recorde da temporada |
| 22                | Yuka Ando                 | JPN Japão          | 32:40.77        |                      |
| 23                | Selamawit Teferi          | ISR Israel         | 32:46.46        |                      |
| 24                | Mercyline Chelangat       | UGA Uganda         | 33:10.90        |                      |
| —                 | Tsigie Gebreselama        | ETH Etiópia        | —               | DNF                  |
| —                 | Karoline Bjerkeli Grøvdal | NOR Noruega        | —               | DNF                  |
| —                 | Susan Krumins             | NED Países Baixos  | —               | DNF                  |
| —                 | Sarah Lahti               | SWE Suécia         | —               | DNF                  |
| —                 | Tsehay Gemechu            | ETH Etiópia        | DSQ             | TR 17.3.2            |

Legenda
| Recorde mundial      | Recorde mundial (World record)               |                       | Recorde africano                      | Recorde africano (African) |                                           | Q | Classificado por posição (Qualified) |
| Recorde olímpico     | Recorde olímpico (Olympic record)            | Recorde da América    | Recorde da América (Americas)         | q                          | Classificado por melhor tempo (Qualified) |   |                                      |
| Melhor marca do ano  | Melhor marca do ano (World leading)          | Recorde asiático      | Recorde asiático (Asian)              | DNS                        | Não largou (Did not start)                |   |                                      |
| Recorde nacional     | Recorde nacional (National record)           | Recorde europeu       | Recorde europeu (European)            | DNF                        | Não terminou (Did not finish)             |   |                                      |
| Recorde pessoal      | Recorde pessoal do atleta (Personal best)    | Recorde da Oceania    | Recorde da Oceania (Oceania)          | DSQ / DQ                   | Desclassificado (Disqualified)            |   |                                      |
| Recorde da temporada | Recorde da temporada do atleta (Season best) | Recorde sul-americano | Recorde sul-americano (South America) | NM                         | Sem marca (No mark)                       |   |                                      |